# Patricia Wrightson
Pour les articles homonymes, voir Wrightson.
Œuvres principales
- Behind the Wind

Patricia Wrightson, née le 19 juin 1921 à Lismore en Nouvelle-Galles du Sud et décédée le 15 mars 2010  à Lismore, est une autrice australienne de littérature de jeunesse,. Elle est lauréate du prestigieux prix international, le prix Hans Christian Andersen, catégorie Écriture, en 1986.
Durant plusieurs années, elle a édité le School Magazine (en). Le Premier Prix littéraire de Nouvelle-Galles du Sud (en) de littérature jeunesse a été nommé en son honneur.

## Prix et distinctions
- 1970 - (international) « Honor List »[6], de l' IBBY, pour I Own the Racecourse
- 1976 - (international) « Honor List »[6], de l' IBBY, pour The Nargun and the Stars
- 1980 - Sélection Prix World Fantasy du meilleur roman pour The Dark Bright Water
- 1982 - Sélection prix Locus du meilleur roman de fantasy pour Journey Behind the Wind.
- 1982 – prix Ditmar (en) du meilleur roman australien de science-fiction ou fantasy pour Behind the Wind
- 1984 – médaille Dromkeen (en)[7]
- 1986 – prix Hans Christian Andersen d'écriture[1]

## Œuvres
- (en) The Crooked Snake, 1955
- (en) The Bunyip Hole, 1958
- (en) The Rocks of Honey, 1960
- (en) The Feather Star, 1962
- (en) Down to Earth, 1965
- (en) A Racecourse for Andy, 1968
- (en) I Own the Racecourse!, 1968
- (en) Beneath the Sun: an Australian collection for children, 1972
- (en) An Older Kind of Magic, 1972
- (en) The Nargun and The Stars, 1973
- (en) Emu Stew: an illustrated collection of stories and poems for children, 1976
- (en) The Ice is Coming, 1977
- (en) The Human Experience of Fantasy, 1978
- (en) The Dark Bright Water, 1978
- (en) Night Outside, 1979
- (en) Behind the Wind, 1981
- (en) Journey Behind the Wind, 1981
- (en) A Little Fear, 1983
- (en) The Haunted Rivers, 1983
- (en) Moon-dark, 1987
- (en) The Song of Wirrun, 1987
- (en) Manmorker, 1989
- (en) Balyet, 1989
- (en) The Old, Old Ngarang, 1989
- (en) The Sugar-gum Tree, 1991
- (en) Shadows of Time, 1994
- (en) Rattler's Place, 1997
- (en) The Water Dragons, 1999